# Paracles bogotensis
Paracles bogotensis är en fjärilsart som beskrevs av Paul Dognin 1916. Paracles bogotensis ingår i släktet Paracles och familjen björnspinnare. Inga underarter finns listade i Catalogue of Life.